# 제2보병사단 지원여단
제2보병사단 지원여단(2d Infantry Division Sustainment Brigade (2ID SB))은 미국 육군 제2보병사단의 지원여단이다. 별명은 "Champion". 이 부대는 제1차 세계 대전부터 제2차 세계 대전, 6.25 전쟁 시절까지 사단 직속 지원부대였던 사단 행렬(영어: Divisional Train), 사단 특수병력(영어: Special Troops, 2nd Infantry Division)대와는 서로 다른 부대로 취급된다.

## 역사
부대는 제2보병사단이 6.25 전쟁 이후 1954년에 한반도를 벗어나 미국 알래스카 육군의 일원으로서 알래스카주 포트 리처드슨로 건너가 있었던 1957년 5월 24일에 제2보병사단 행렬, 본부 및 본부분견대으로 재정되었다. 그리고 같은 해 6월 20일에 본부 및 본부분견대로서 창설되었다.
1963년 2월 20일, 조지아주 포트 베닝에서 제2보병사단 군악대(2d Infantry Division Band)와 병합되고 제2보병사단 지원사령부로 재편성되었다.
1965년 6월 29일, 대한민국에 주둔하고 있던 제1기병사단이 제2보병사단으로 재편성되면서, 사단지원사령부도 6.25 전쟁 이후에 한반도로 돌아왔다.
1972년 6월 30일, 사단지원사령부 본부와 사단 군악대가 개별 부대로 분리되고 각자의 계보를 되찾았다.
2005년 6월 5일, 제2보병사단 지원사령부가 모듈러 여단 편제의 도입으로 캠프 케이시에서 해산한 뒤, 용산기지에서 주둔하고 있던 제501지원단 (군단)이 제2보병사단을 지원하는 전투지원여단으로 지정되어, 이듬해 2006년 10월 13일 경상북도 칠곡군에 위치한 캠프 캐롤로 건너가 제501지원여단이 되었다. 여단 산하의 대대인 제302지원대대 (전방)은 제1여단전투단, 제296지원대대 (전방)은 제3여단단전투단, 제702지원대대 (주)는 제4여단전투단으로 전속하고 여단지원대대으로 개편되고, 제602지원대대 (항공)은 평소에도 지원하였던 제2전투항공여단으로 전속하였다.
2015년 7월 31일 제501지원여단을 기반으로 제2보병사단 지원여단으로서 재소집되었다. 제501지원여단 산하의 제94군사경찰대대는 제19원정지원사령부, 제498전투유지지원대대는 주한 물자지원사령부(MSC-K)로 전속하였다.
2018년 6월, 폐쇄되는 캠프 레드 클라우드를 떠난 제2보병사단와 똑같이 캠프 캐럴에서 캠프 험프리스로 이사하였다.

## 산하 조직

### 현재

미국 제2보병사단의 2023년 이후의 전투서열

- 본부 및 특수병력대대 - 캠프 험프리스
- 제11공병대대 - 캠프 험프리스
- 제23화학대대 - 캠프 험프리스
- 제194사단유지지원대대(영어:Division Sustainment Support Battalion) (HEAVY)

### 2000년 12월 31일
- 제2지원대대 (전방) "Iron Horse" - 캠프 케이시
- 제296지원대대 (전방) - 포트 루이스; 1995년 10월 16일 창설됨.
- 제302지원대대 (전방) - 캠프 케이시
- 제602지원대대 (항공) - 캠프 호비
- 제702지원대대 (주) - 캠프 호비

### 1987년-1993년
- 본부 및 본부중대 - 캠프 케이시
- 제2의무대대
- 제2보급수송대대 - 캠프 케이시
- 제296지원대대 (전방) - 캠프 에드워즈; 1989년 10월 16일 창설됨.
- 제702정비대대 - 캠프 케이시
- 제2항공, C중대 (항공 중간 정비) - 캠프 케이시

## 기록

### 소속
1. 제2보병사단

### 계보
- 1957년 5월 24일, Headquarters and Headquarters Detachment, 2d Infantry Division Trains
정규군
→제2보병사단 행렬, 본부 및 본부분견대
- 1963년 2월 20일, Headquarters, Headquarters and Band, 2d Infantry Division Support Command
→제2보병사단 지원사령부, 본부, 본부 및 군악대
- 1967년 11월 20일, Headquarters and Headquarters Company and Band, 2d Infantry Division Support Command
→제2보병사단 지원사령부, 본부 및 본부중대 및 군악대
- 1972년 6월 30일, Headquarters and Headquarters Company, 2d Infantry Division Support Command
제2보병사단 군악대은 분리됨.
→제2보병사단 지원사령부, 본부 및 본부중대
- 2015년 7월 31일, Headquarters and Special Troops Battalion, 2d Infantry Division Sustainment Brigade
→제2보병사단 지원여단, 본부 및 특수병력대대

### 스트리머
| 스트리머 그림 | 스트리머 이름    | 내역          | 명령서 | Ref |
| ------------- | ---------------- | ------------- | ------ | --- |
|               | 육군우수부대표창 | 2020년-2022년 |        |     |

## 인용
1. ↑  “The Champions Brigade Holds Historic Ceremony”. 2ID 지원여단 페이스북. 2015년 7월 10일. 2016년 12월 7일에 확인함.

## 참고 자료
- “Headquarters and Special Troops Battalion, 2d Infantry Division Sustainment Brigade” (미국 영어). 2023년 8월 9일. 2025년 3월 27일에 확인함.